# Cellou Dalein Diallo
Cellou Dalein Diallo (Labé, o Dalein, 3 de febrero de 1952) es un economista y político guineano que ocupó el cargo de primer ministro de Guinea entre diciembre de 2004 y abril de 2006. Es líder de la Unión de las Fuerzas Democráticas de Guinea desde 2007. Ha sido candidato a la presidencia en 2010, 2015 y 2020.

## Biografía
Nació el 3 de febrero de 1952. Estudió contabilidad y administración en la Universidad de Conakri y posteriormente en el Centro de Estudios Financieros, Económicos y Bancarios en París y en el Instituto del FMI en Washington D. C. En 1976 se convirtió en inspector de comercio. Se integró en 1982 al Banco de Comercio Exterior de Guinea y posteriormente trabajó en el Banco Central de la República de Guinea entre 1985 y 1995.
Ingresó al gobierno en julio de 1996 como ministro de Transporte, Telecomunicaciones y Turismo en 1996. Fue nombrado ministro de Infraestructura en octubre de 1997, ministro de Obras Públicas y Transporte en marzo de 1999, y ministro de Pesca y Acuicultura en febrero de 2004.
El 9 de diciembre de 2004 fue nombrado como Primer Ministro por el presidente Lansana Conté. Dicho puesto se encontraba vacante de abril de ese año. El 4 de abril de 2006, el presidente Conté anunció cambios en su gabinete, en el cual Diallo pasaría a ocupar ministerios como el de Economía, Finanzas, Cooperación Internacional y Planificación, y muchos de los aliados de Diallo reemplazarían a otros ministros. Al día siguiente se anunció que dichos cambios se habían revertido y tres horas después Diallo fue destituido del gobierno.
El 8 de noviembre de 2007, se unió al partido de oposición Unión de las Fuerzas Democráticas de Guinea como su líder, reemplazando a Mamadou Ba.
En las elecciones presidenciales de 2010, logró derrotar a Alpha Condé en la primera vuelta, con un 44% de los votos, sin embargo, perdió en la segunda vuelta ante Condé.
Fue nominado como candidato a las elecciones presidenciales de 2015, perdiendo de nueva cuenta ante Condé.
Participó nuevamente como candidato a las elecciones presidenciales de 2020. Se proclamó ganador antes del anunció de los resultados oficiales, pero terminó perdiendo frente a Condé, obteniendo solo el 33,5% de los votos.
En septiembre de 2021, otorgó su apoyo a los golpistas que derrocaron al presidente Condé.